# Prosopocera werneri
Prosopocera werneri là một loài bọ cánh cứng trong họ Cerambycidae.